# Gomeljska oblast
Gomeljska oblast (bjeloruski: Го́мельская во́бласць, ruski: Го́мельская о́бласть) je jedna od sedam oblasti u Bjelorusiji. Središte oblasti je grad Gomelj.

## Zemljopis
Gomeljska oblast se nalazi u jugoistočnoj Bjelorusiji na granici s Ukrajinom i Rusijom.
Oblast je 2006. godine imala 1.476.000 stanovnika, površina oblasti je 40.400 km², dok je prosječna gustoća naseljenosti 38 stan./km², 2008. godine 71,7 % stanovništva oblasti živjela je u gradovima. Glavni grad oblast Gomelj ima 481.300 stanovnika, drugi najveći grad je Mozir koji ima 111.800 stanovnika, treći grad po broju stanovnika je Žlobin koji ima 72.800 stanovnika.

### Etnički sastav
Najbrojniji narod oblasti su Bjelorusi kojih ima 84,2 %, Rusa ima 11 %, Ukrajinaca 3,3 %, Židova 0,4 %, Poljaka 0,2 dok svih ostalih ima 0,9 %.

## Administrativna podjela
Gomeljska oblast dijeli se na 21 rajon, 17 gradova, 278 naselja, 2608 sela, te osam gradova (municipija) koji imaju viši administrativni stupanj.

## Vanjske poveznice
- Službena stranica oblasti  Arhivirana inačica izvorne stranice od 17. ožujka 2009. (Wayback Machine)